# Joana Hadjithomas
Joana Hadjithomas (arab. جوانا حاجي توما, ur. 10 sierpnia 1969 w Bejrucie) – libańska artystka multimedialna, reżyserka i scenarzystka filmowa.

## Twórczość
Często współpracuje ze swoim mężem Khalilem Joreige, z którym współtworzy wiele filmów i wystaw. W 1999 ich film Autour de la maison rose został zgłoszony przez Liban jako oficjalny kandydat do Oscara dla najlepszego filmu nieanglojęzycznego. Ich kolejny film, Piękny dzień (2005), otrzymał dwie nagrody na MFF w Locarno: Nagrodę Don Kichota oraz Nagrodę FIPRESCI. W 2017 zdobyli prestiżową Nagrodę im. Marcela Duchampa dla twórców sztuki współczesnej. Wspólny film Hadjithomas i Joreigego pt. Pudełko wspomnień (2021) startował w konkursie głównym na 71. MFF w Berlinie.
Zasiadała w jury sekcji "Cinéfondation" na 68. MFF w Cannes (2015).
W Bejrucie odbyło się wiele wystaw jej fotografii.

## Filmografia
| Rok  | Tytuł                                | Przypisy    |
| ---- | ------------------------------------ | ----------- |
| 1994 | The Agony of the Feet                | [ 5 ]       |
| 1994 | 333 Sycamore                         | [ 5 ]       |
| 1997 | Faute d'identités / Lack of Identity | [ 5 ]       |
| 1999 | Autour de la maison rose             | [ 5 ]       |
| 2000 | Khiyam / Khiam                       | [ 5 ] [ 8 ] |
| 2002 | Ramad / Cendres / Ashes              | [ 5 ]       |
| 2003 | Yémen, le film perdu                 | [ 5 ]       |
| 2005 | Piękny dzień                         | [ 5 ]       |
| 2007 | Enfances                             | [ 8 ]       |
| 2008 | Khiam 2000-2007                      | [ 8 ]       |
| 2008 | Chcę zobaczyć                        | [ 9 ]       |
| 2012 | Lebanese Rocket Society              | [ 8 ]       |
| 2021 | Pudełko wspomnień                    |             |